# Itame obscurior
Itame obscurior är en fjärilsart som beskrevs av Stanislaus Klemensiewicz 1913. Itame obscurior ingår i släktet Itame och familjen mätare. Inga underarter finns listade i Catalogue of Life.